# Elko megye
Elko megye az Amerikai Egyesült Államokban, azon belül Nevada államban található. Megyeszékhelye és legnagyobb városa Elko. Lakosainak száma 53 702 fő (2020. április 1.). Elko megye Owyhee, Eureka, Lander, White Pine, Humboldt, Twin Falls, Cassia, Box Elder és Tooele megyékkel határos.

## Népesség
A megye népességének változása:
| Lakosok száma | 48 956 | 49 375 | 50 954 | 52 384 | 51 935 | 53 702 |
|               | 2010   | 2011   | 2012   | 2013   | 2015   | 2020   |